# Мославачка Слатина
Мославачка Слатина је насељено место у општини Поповача, у Мославини, Хрватска, пре нове територијалне организације у саставу бивше велике општине Кутина.

## Становништво
| Националност       | 1991.        |
| Хрвати             | 141 (99,29%) |
| Срби               | 1 (0,70%)    |
| Југословени        | 0            |
| остали и непознато | 0            |
| Укупно             | 142          |